# 紐貝里縣 (南卡羅萊納州)
紐貝里县（英語：Newberry County）是美國南卡羅萊納州中西部的一個縣。面積1,676平方公里。根據美國2000年人口普查，共有人口36,108人。縣治紐貝里 (Newberry)。
成立於1785年。縣名有多種說法，其中一種指的「Newbury」 (一英國城鎮名)的變形，但流行的說法認為是讚美周圍森林和田野如「新鮮的漿果」。